# HD 197027
HD 197027，即HIP 102152，是一顆位於摩羯座的恆星，距離地球約250光年。

## 概要
HD 197027的特性相當類似太陽，因此被認為是孿生太陽。組成該恆星的主要21種元素含量其他已知的類太陽恆星都更接近太陽。並且該恆星的有效溫度、表面重力和微湍流狀態都與太陽幾乎相同。不過，該恆星比太陽古老約36億年。因為HD 197027與太陽極為相似，被認為是類地球行星存在的潛在恆星。

## 外部連結
- Oldest Solar Twin Identified （页面存档备份，存于）